# Homalota plana
Homalota plana är en skalbaggsart som först beskrevs av Leonard Gyllenhaal 1810.  Homalota plana ingår i släktet Homalota och familjen kortvingar. Arten är reproducerande i Sverige. Inga underarter finns listade i Catalogue of Life.